# Wally Brewster

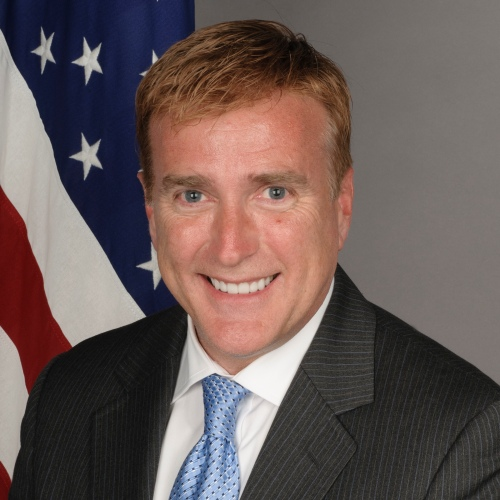
Wally Brewster

James „Wally“ Brewster (* 1960 in Lindale, Texas) ist ein US-amerikanischer Diplomat.

## Leben
Brewster besuchte das Tyler Junior College und studierte an der Texas A&M University. Vom 9. Dezember 2013 bis 20. Januar 2017 war Brewster als Nachfolger von Raul Yzaguirre Botschafter der Vereinigten Staaten in der Dominikanischen Republik. Brewster ist mit Bob Satawake verheiratet. 2015 wurde Brewster mit dem Duarte-Orden ausgezeichnet.

## Auszeichnungen und Preise (Auswahl)
- 2015: Duarte-Orden